# Lívia Járóka

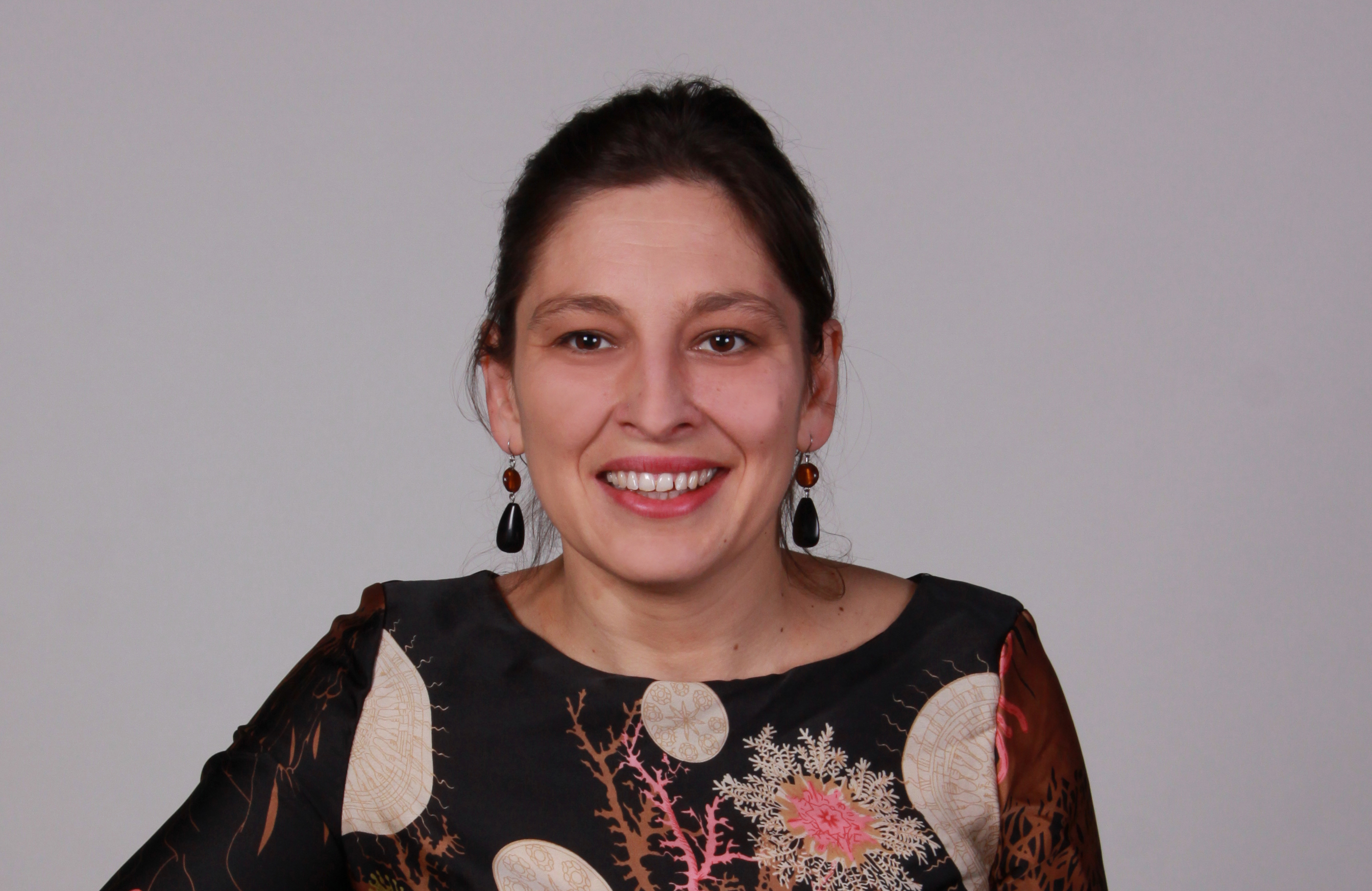
Lívia Járóka (2014)

Lívia Járóka (auch Liviya Yaroka) (* 6. Oktober 1974 in Tata) ist eine ungarische Politikerin und Mitglied des Europäischen Parlaments für Fidesz – Ungarischer Bürgerbund. Als Angehörige des Volkes der Roma setzt sie sich für die Rechte dieses Volkes ein. Sie ist das zweite Roma-Mitglied nach dem Spanier Juan de Dios Ramírez-Heredia (der von 1994 bis 1999 aktiv war) im europäischen Parlament. Später folgte Viktória Mohácsi, ebenfalls Ungarin, in das europäische Parlament. Vor allem setzt sie sich für die Lage der Roma in Ungarn ein. Járóka wuchs in der westungarischen Stadt Sopron auf. Der bulgarische Parlamentarier Dimitar Kinow Stojanow von der ultra-nationalistischen Partei Ataka, äußerte sich gegenüber Járóka mit rassistischen und sexistischen Äußerungen, welches Aufsehen im Parlament verursachte. Nach 2004 ist Járóka 2009 erneut für Fidesz ins EP gewählt worden. 2014 schied sie aus dem EP aus, rückte jedoch im September 2017 nach. Von 2017 bis 2022 war sie eine der 14 Vizepräsidenten des Europäischen Parlaments.